# Stephanie Berto
Stephanie Berto (* 13. März 1953 in Vancouver) ist eine ehemalige kanadische Sprinterin.
Bei den Olympischen Spielen 1968 in Mexiko-Stadt schied sie im 100-Meter-Lauf und in der 4-mal-400-Meter-Staffel im Vorlauf aus.
1970 wurde Berto bei den British Commonwealth Games in Edinburgh Siebte über 100 Meter und gewann Bronze mit der kanadischen 4-mal-400-Meter-Stafette.
Bei den Panamerikanischen Spielen 1971 in Cali siegte sie über 200 Meter und holte Silber über 100 Meter.
1971 wurde Stephanie Berto kanadische und englische Meisterin über 100 und 200 Meter.

## Persönliche Bestzeiten
- 100 m: 11,53 s, 2. August 1971, Cali
- 200 m: 23,57 s, 1. August 1971, Cali (handgestoppt: 23,3 s, 22. August 1971, Winnipeg)